# Ipomoea purga
Ipomoea purga är en vindeväxtart som först beskrevs av Georg Wilhelm Franz Wenderoth, och fick sitt nu gällande namn av Friedrich Gottlob Hayne. Ipomoea purga ingår i släktet praktvindor, och familjen vindeväxter. Inga underarter finns listade i Catalogue of Life.

## Bildgalleri

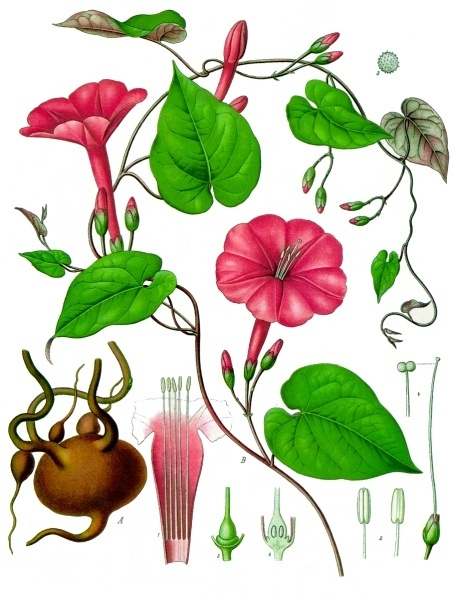
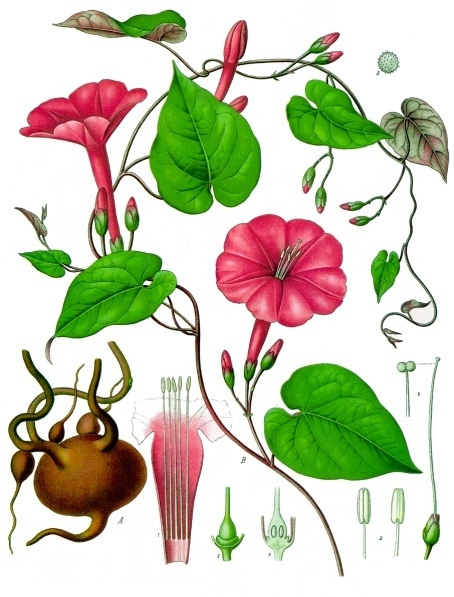